# Jesús Godínez
José de Jesús „Chuy” Godínez Navarro (ur. 20 stycznia 1997 w Guadalajarze) – meksykański piłkarz występujący na pozycji napastnika, reprezentant Meksyku, od 2024 roku zawodnik chińskiego Nantong Zhiyun.